# Попеску-Тэричану, Кэлин
Кэлин Попеску-Тэричану (рум. Călin Popescu-Tăriceanu; род. 14 марта 1952, Бухарест) — румынский государственный и политический деятель. C 2004 по 2008 год занимал должность премьер-министра Румынии; в 2004—2009 годах являлся председателем Национальной либеральной партии; с 2014 по 2019 год — председатель Сената Румынии.

## Биография
В 1976 году окончил Технический строительный университет Бухареста, по образованию инженер-гидротехник. В 1981 году получил степень магистра по математике в Бухарестском университете. C 1976 по 1977 год работал инженером, а с 1980 по 1991 год был преподавателем. В 1990 году основал частную радиостанцию Radio Contact, которой руководил до 1996 года.
В 1990 году вступил во вновь образованную Национальную либеральную партию, где занял должность секретаря. С 1990 по 1992 год работал в Палате депутатов Румынии. В 1996 году вновь избрался в Палату депутатов на четыре срока подряд до 2012 года. С 1996 по 1997 год был министром промышленности и торговли в правительстве Виктора Чорбея.
В 2004 году занял должность председателя Национальной либеральной партии, а затем стал одним из лидеров правоцентристской коалиции — Альянс правды и справедливости. В декабре 2004 года Траян Бэсеску одержал победу на президентских выборах, Кэлин Попеску-Тэричану вступил в должность премьер-министра Румынии. Он занимал должность премьер-министра до 22 декабря 2008 года, которую оставил из-за конфликта с президентом.
В 2009 году уступил должность председателя Национальной либеральной партии Крину Антонеску. В 2012 году Кэлин Попеску-Тэричану начал работать в Сенате Румынии, выступал за тесное сотрудничество между Национальной либеральной партией и Социал-демократической партией. В марте 2014 года был избран путем голосования в качестве нового председателя верхней палаты парламента страны. Затем он покинул Национальную либеральную партию и присоединился к Либерально-реформистской партии.
В ноябре 2014 года принял участие в президентских выборах в качестве независимого кандидата: в первом туре получил 5,4 % голосов, заняв третье место. В июне 2015 года стал сопредседателем Альянса либералов и демократов, созданного его партией и Консервативной партией.
В 2016 году был переизбран на должность председателя Сената Румынии.

## Личная жизнь
Кэлин Попеску-Тэричану был женат четыре раза, первые три брака закончились разводом. У него двое детей.